# 4428 Хотінок
4428 Хотінок (4428 Khotinok) — астероїд головного поясу, відкритий 18 вересня 1977 року.
Тіссеранів параметр щодо Юпітера — 3,504.